# Hiền Lương, Hạ Hòa
Hiền Lương là một xã thuộc huyện Hạ Hòa, tỉnh Phú Thọ, Việt Nam.

## Địa lý
Xã Hiền Lương nằm ở phía tây huyện Hạ Hòa, có vị trí địa lý:
- Phía đông giáp xã Xuân Áng
- Phía tây giáp tỉnh Yên Bái
- Phía nam giáp huyện Yên Lập
- Phía bắc giáp xã Đan Thượng và xã Tứ Hiệp.

Xã Hiền Lương có diện tích 36,14 km², dân số năm 2018 là 8.892 người, mật độ dân số đạt 246 người/km².
Tuyến Đường cao tốc Nội Bài – Lào Cai chạy qua xã.

## Lịch sử
Địa bàn xã Hiền Lương hiện nay trước đây vốn là ba xã: Động Lâm, Hiền Lương, Quân Khê.
Trước khi sáp nhập, xã Hiền Lương có diện tích 7,13 km², dân số là 3.241 người, mật độ dân số đạt 455 người/km². Xã Quân Khê có diện tích 21,41 km², dân số là 2.476 người, mật độ dân số đạt 116 người/km², gồm 4 khu: 1 (thôn Bình Kiện), 2 (thôn Quân Khê), 3 (thôn Đồng Luận), 4 (thôn Tiến Lang). Xã Động Lâm có diện tích 7,60 km², dân số là 3.175 người, mật độ dân số đạt 418 người/km², gồm 9 khu.
Ngày 17 tháng 12 năm 2019, Ủy ban Thường vụ Quốc hội ban hành Nghị quyết 828/NQ-UBTVQH14 về việc sắp xếp các đơn vị hành chính cấp xã thuộc tỉnh Phú Thọ (nghị quyết có hiệu lực từ ngày 1 tháng 1 năm 2020). Theo đó, sáp nhập toàn bộ diện tích và dân số của hai xã Động Lâm và Quân Khê vào xã Hiền Lương.

## Du lịch
Đền Mẫu Âu Cơ là ngôi đền thờ Âu Cơ, được xây dựng từ thời Hậu Lê, nằm trên địa phận xã Hiền Lương.